# Castillo de Magaña
El castillo de Magaña es una fortaleza medieval ubicada en la localidad española de igual nombre, en la provincia de Soria.

## Historia
Es posible que la torre del homenaje o parte de ella sea anterior al resto de la fortificación. Aunque no hay pruebas sólidas, existe la posibilidad de considerar dos etapas de construcción encuadradas todas ellas a lo largo del siglo XV. Así, el recinto interior constituiría la primera, datable en pleno siglo XV, siendo la barrera exterior con distintas aberturas para artillería, la segunda, posiblemente ejecutada a finales del mismo siglo y relacionada posiblemente con el dominio de Rodrigo Alonso Pimentel. Todos sus elementos caracterizadores hacen de él un edificio unitario que pertenece claramente a la tipología de castillo señorial emparentado con la escuela de Valladolid y que se extendió por el norte de Castilla en la segunda mitad del siglo XV.

## Descripción
Se encuentra en estado de ruina consolidada aunque el estado del mismo es bastante aceptable comparado con otras fortificaciones, conservándose más o menos íntegro. El castillo, construido en mampostería, está compuesto por un doble recinto en torno a la torre del homenaje, de origen bereber (S. IX-XI). El recinto interior es muy alto, de planta cuadrada, con la torre del homenaje en una de sus esquinas y cubos en las otras dos. El recinto exterior es mucho más bajo y de planta irregular, y cuenta con siete cubos repartidos por el perímetro del cerco.
En 2001, Proynerso costeó la restauración de los paramentos del patio de armas. Gracias a las catas que se realizaron para estas obras se localizó y documentó una estructura anterior al siglo XV y también apareció la puerta de acceso al recinto exterior. En 2008, el Ayuntamiento acometió la reforma de la torre del homenaje, con la retirada de la vegetación, el vaciado de su interior y consolidación de esquinas para evitar su desmoronamiento.